# Henckelia fischeri
Henckelia fischeri är en tvåhjärtbladig växtart som först beskrevs av James Sykes Gamble, och fick sitt nu gällande namn av A. Weber och Brian Laurence Burtt. Henckelia fischeri ingår i släktet Henckelia och familjen Gesneriaceae. Inga underarter finns listade i Catalogue of Life.